# HOPE-X

Concepção artística do HOPE-X

O HOPE foi um projeto japonês para um avião espacial experimental concebido por uma parceria entre NASDA e NAL (ambos agora parte da JAXA), iniciado na década de 1980. Ele foi projetado para a maioria de sua vida útil como uma das principais contribuições do Japão para a Estação Espacial Internacional, sendo o outro o Módulo de Experiências Japonês. O projeto foi cancelado em 2003, após um modelo em escala de teste voar com sucesso.